# War Memorial Stadium (Wyoming)
Pour les articles homonymes, voir War Memorial Stadium.
Le War Memorial Stadium est un stade de football américain situé à Laramie, Wyoming. Le stade est situé à 2199  mètres d'altitude, ce qui en fait le stade le plus haut de la NCAA Division I.